# Saint-Louet-sur-Vire
Saint-Louet-sur-Vire település Franciaországban, Manche megyében. Lakosainak száma 209 fő (2022. január 1.). Saint-Louet-sur-Vire Beuvrigny, Domjean és Torigny-les-Villes községekkel határos.

## Népesség
A település népessége az elmúlt években az alábbi módon változott:
| Lakosok száma | 220  | 184  | 196  | 175  | 205  | 206  | 205  | 206  | 207  | 209  |
|               | 1968 | 1982 | 1990 | 2006 | 2013 | 2015 | 2017 | 2019 | 2020 | 2022 |